# 1582 en musique classique
| \| • Retour à la chronologie générale de la musique classique • \| |
| Grèce • Rome • Haut Moyen Âge • VIIIe siècle • IXe siècle • Xe siècle • XIe siècle XIIe siècle • XIIIe siècle • XIVe siècle • XVe siècle • XVIe siècle • XVIIe siècle XVIIIe siècle • XIXe siècle • XXe siècle • XXIe siècle |
| • Retour à la chronologie générale de la musique classique • |

| Années en musique classique : 1579 - 1580 - 1581 - 1582 - 1583 - 1584 - 1585    |
| Décennies en musique classique : 1550 - 1560 - 1570 - 1580 - 1590 - 1600 - 1610 |

## Œuvres
- Piæ Cantiones, recueil finnois de chants en latin médiéval, publié à Greifswald.

## Naissances

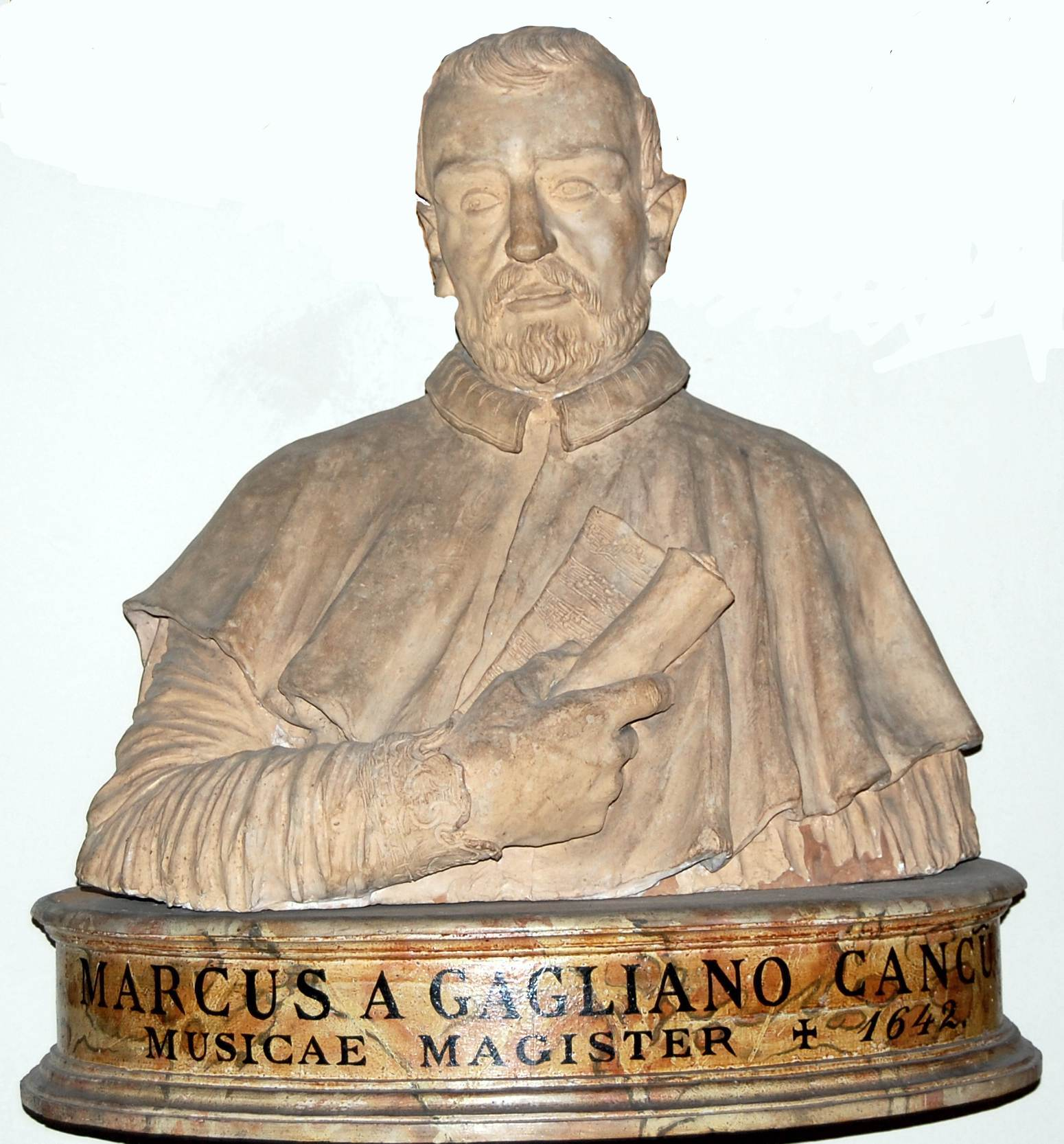
Marco da Gagliano

- 1er mai : Marco da Gagliano, compositeur italien († 25 février 1643).
- 23 décembre : Severo Bonini, compositeur italien († 5 décembre 1663).

Date indéterminée :
- Giovanni Valentini, poète, compositeur et virtuose aux claviers italien († 30 avril 1649).
- Gregorio Allegri, compositeur italien († 17 février 1652).

Vers 1582 :
- Sigismondo d'India, compositeur italien († 19 avril 1629).

## Décès
- 27 février : Johann Reusch, compositeur allemand (° vers 1523).
- 3 ou 4 mai : Giorgio Mainerio, chanteur et compositeur italien (°  vers 1535).
- 14 juillet : Johannes de Cleve, compositeur franco-flamand (° vers 1529).

Vers 1582-1583 :
- Séverin Cornet, compositeur franco-flamand (° vers 1540).